# Antiziganism
Antiziganism eller antiromism (engelska: anti-romani; tyska Antiziganismus; franska antitsiganisme) är fördomar om kollektiva karaktärsegenskaper förknippade med romer (tidigare nedsättande kallade "zigenare") eller rasism riktade mot den folkgruppen. Antiziganism kan även riktas mot personer inom resandefolket samt andra människor och företeelser som förknippas med romska stereotyper.

## Bakgrund

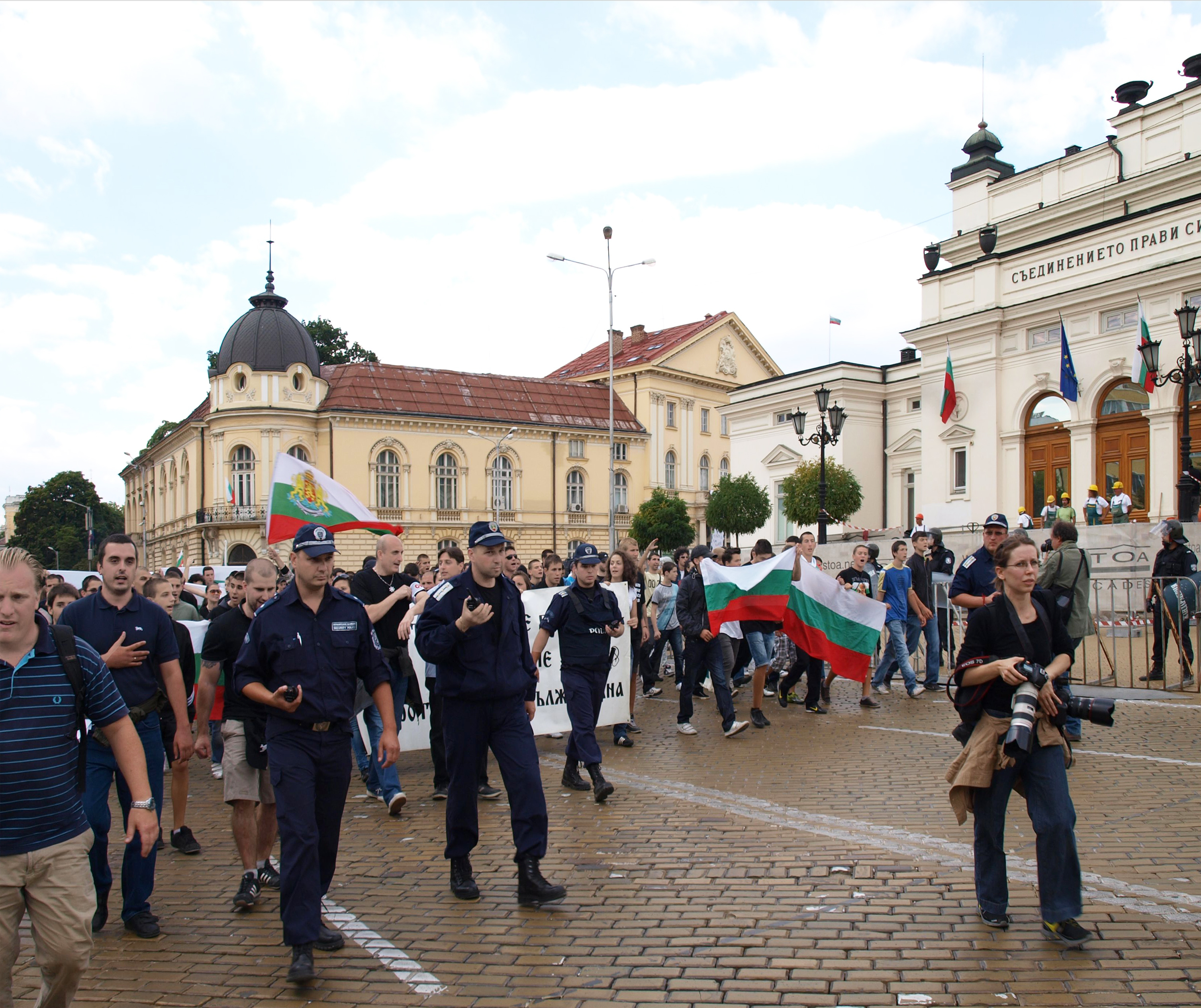
Antiziganism i Sofia, Bulgarien, 2011

Begreppet är bildat i analogi med antisemitism och används inom olika språkområden, inom internationell forskning samt inom internationella romska organisationer som har som syfte att sprida kunskap om romsk kultur och att bekämpa fördomar mot romer. Begreppet används på olika språk inom internationell forskning, internationella romska organisationer,  av Open Society Forum, Europarådet, EU samt av svenska myndigheter och inom den statliga Kommissionen mot antiziganism
Ordet är bildat av anti- ("mot; motstånd till") och zigenare, en äldre benämning på romer som idag ofta anses nedsättande. "Zigenare" är härlett ur det medeltidsgrekiska athinganoi, "(de) oberörbara", och användes av den grekiskspråkiga administrationen i det bysantinska riket för att beteckna folkgruppen romer. Begreppet antiziganism tar fasta på den historiska stereotypen, till skillnad från alternativa begrepp som "romafobi" eller "antiromaism" som fokuserar på rädsla eller fördomar gentemot romer som grupp.

## Europa
Sedan romerna bosatte sig i Europa har de på många håll utsatts för fördomar, diskriminering och förföljelse. Bland annat förklarade tyskromerska riket 1498 zigenare som fredlösa med motiveringen att de var kristenhetens fiender och spioner för turkarna. Den här typen av kollektiva anklagelser var identisk med den som tidigare uttryckts om judar.På Balkan förslavades många romer och i Moldavien avskaffades det romska slaveriet 1855 och i Valakiet 1856. Samtidigt med antisemitismen kulminerade antiziganismen under Förintelsen under andra världskriget. Mellan 200 000 och 500 000 romer och andra resande som av nazisterna stämplats som "zigenare" deporterades till nazityska koncentrationsläger och avrättades.

## Sverige
Sveriges första protestantiske ärkebiskop Laurentius Petri förbjöd 1560 präster att befatta sig med romer. 1637 beslutade den svenska staten att landsförvisa alla romer under hot om dödsstraff.  I Sverige rådde invandringsförbud mot romer mellan 1914 och 1954. Trots att det var olagligt valde många romer att ändå uppehålla sig i Sverige. Inom den rasbiologiskt präglade fattigvårdsutredningen 1923 föreslogs en rad åtgärder som skulle förmå svenska romer att lämna landet. Bland annat inskränktes romers rätt till näringsverksamhet, lägerslagning och mantalsskrivning. Utredningen fastslog att "tattare" var en "blandras mellan zigenare och svenskar" som innebar en "försämring av vår folkras".  Utredningen förordade påtvingad assimilering i det svenska samhället, eftersom man ansåg att tvångssteriliseringar och tvångsomhändertagande av barn inte kunde genomföras i större skala.
Forskning på senare tid har visat att resande och andra personer som stämplats som "tattare" i Sverige var överrepresenterade bland dem som utsattes för den typen åtgärder och att hot om åtgärder användes som instrument för social disciplinering. 